# Budweiser (sör)
A Budweiser (/ ˈbʌdwaɪzər /) egy amerikai stílusú világos sör, amelyet Anheuser-Busch gyárt, az AB InBev része.
Nemzetközi viszonylatban a Budweiser hivatkozik a Budějovický Budvar sörfőzde által gyártott, egymással nem rokon sörre is, amelyet a Cseh Köztársaság České Budějovice-ból (történelmileg Budweis) származó. A két különböző, se azonos nevű márka párhuzamos létezése számos védjegybitorlást idézett elő. Általában vagy az Anheuser-Busch, vagy a Budějovický Budvar kapja meg a Budweiser név kizárólagos használatát az adott piacon. Az Anheuser-Busch általában a Bud márkát használja söréhez, amikor a Budweiser nem elérhető.
A Budweiser 1876-ban, a Missouri St. Louis-i Carl Conrad & Co. által bevezetett márka, az Egyesült Államok egyik legnagyobb forgalmú sörévé vált. A lager több mint 80 országban kapható, bár nem mindenütt Budweiser néven, ahol az Anheuser-Busch nem rendelkezik a védjeggyel.
A Budweiser egy szűrt sör, csapolt formában, palackozva és dobozokban is kapható (a cseh lagerrel ellentétben).

## A név eredete
A Budweiser név német származtatott név: „Budweis”. A sört Budweisben (ma České Budějovice, Csehország) főzik 1265-es megalapítása óta. 
1876-ban a német származású Adolphus Busch és barátja, Carl Conrad kifejlesztett egy „cseh stílusú” lagert az Egyesült Államokban, amelyet egy csehországi utazás után ihletett és a Missouri-i St. Louis-i sörfőzdében gyártott.
Anheuser – Busch védjegyekkel kapcsolatos vitában vett részt a České Budějovicei Budweiser Budvar Sörfőzdével a „Budweiser” név védjegyjogai miatt. Az Európai Unióban, Írország, Svédország, Finnország és Spanyolország kivételével, az amerikai sört csak Bud néven lehet forgalmazni, mivel a Budweiser védjegy neve kizárólag a cseh sörgyártó, a Budweiser Budvar tulajdonában van. Egyes országokban, például az Egyesült Királyságban, mind a Budvar, mind az Anheuser – Busch lager Budweiser néven kapható, bár logóik eltérnek.